# Kiścień wawrzynowy
Kiścień wawrzynowy (Leucothoe fontanesiana (Steud.) Sleumer) – gatunek krzewu z rodziny wrzosowatych. Pochodzi z USA (stany: Georgia, Karolina Północna, Karolina Południowa, Tennessee, Wirginia.

## Morfologia
PokrójWiecznie zielony krzew o wysokości do 1,5 m i łukowato wygiętych pędach.
LiścieCiemnozielone, podługowato-lancetowate.
KwiatyBiałe, dzwonkowate, drobne, zebrane w zwisające grona.
OwoceWielonasienna, drobna torebka.

## Zastosowanie
Jest uprawiany jako roślina ozdobna. W Polsce nie jest w pełni mrozoodporny (strefy mrozoodporności 6-10. Wymaga wilgotnej, przepuszczalnej i kwaśnej gleby oraz słonecznego lub półcienistego stanowiska. Rozmnaża się przez nasiona, sadonki, podział lub odrosty.

## Odmiany ozdobne
- 'Rainbow' (lub 'Golden Rainbow'). Liście z marmurkowatymi wzorkami koloru białego lub różowego.
- 'Zeblid'. Krzew gęsty, zimozielony o czerwonobrązowych pędach. Ma lancetowate liście, które jesienią i w zimie stają się czerwonobordowe i połyskujące. Wymaga gleb kwaśnych i osłoniętych stanowisk. Osiąga wysokość od 30 do 40 cm.